# Cynisca schaeferi
Cynisca schaeferi är en ödleart som beskrevs av  Richard Sternfeld 1912. Cynisca schaeferi ingår i släktet Cynisca och familjen Amphisbaenidae. IUCN kategoriserar arten globalt som otillräckligt studerad. Inga underarter finns listade i Catalogue of Life.